# Paweł Sarna (céiste)
Pour les articles homonymes, voir Sarna.
Paweł Sarna (12 juin 1984 à Nowy Sącz) est un céiste polonais pratiquant le slalom.

## Palmarès

### Jeux olympiques
- 2004 à Athènes,  Grèce
- 2008 à Pékin,  Chine
  - 8e place en C2

### Championnats d'Europe de canoë-kayak slalom
- 2007 à Liptovský Mikuláš   Slovaquie
  -  Médaille de bronze en C2 par équipe
- 2008 à Cracovie  Pologne
  -  Médaille d'argent en C2 par équipe
- 2009 à Nottingham   Royaume-Uni
  -  Médaille de bronze en C2 par équipe
- 2010 à Čunovo  Slovaquie
  -  Médaille de bronze en C2 par équipe